# Pyrinia tenuilinea
Pyrinia tenuilinea är en fjärilsart som beskrevs av W. Warren 1905. Pyrinia tenuilinea ingår i släktet Pyrinia och familjen mätare. Inga underarter finns listade.